# Сеправкі
Сеправкі (пол. Sieprawki) — село в Польщі, у гміні Ясткув Люблінського повіту Люблінського воєводства.
Населення — 206 осіб (2011).

## Демографія
Демографічна структура станом на 31 березня 2011 року:
|          | Загалом | Допрацездатний вік | Працездатний вік | Постпрацездатний вік |
| -------- | ------- | ------------------ | ---------------- | -------------------- |
| Чоловіки | 103     | 27                 | 64               | 12                   |
| Жінки    | 103     | 22                 | 61               | 20                   |
| Разом    | 206     | 49                 | 125              | 32                   |